# St. Vitus (Mönninghausen)

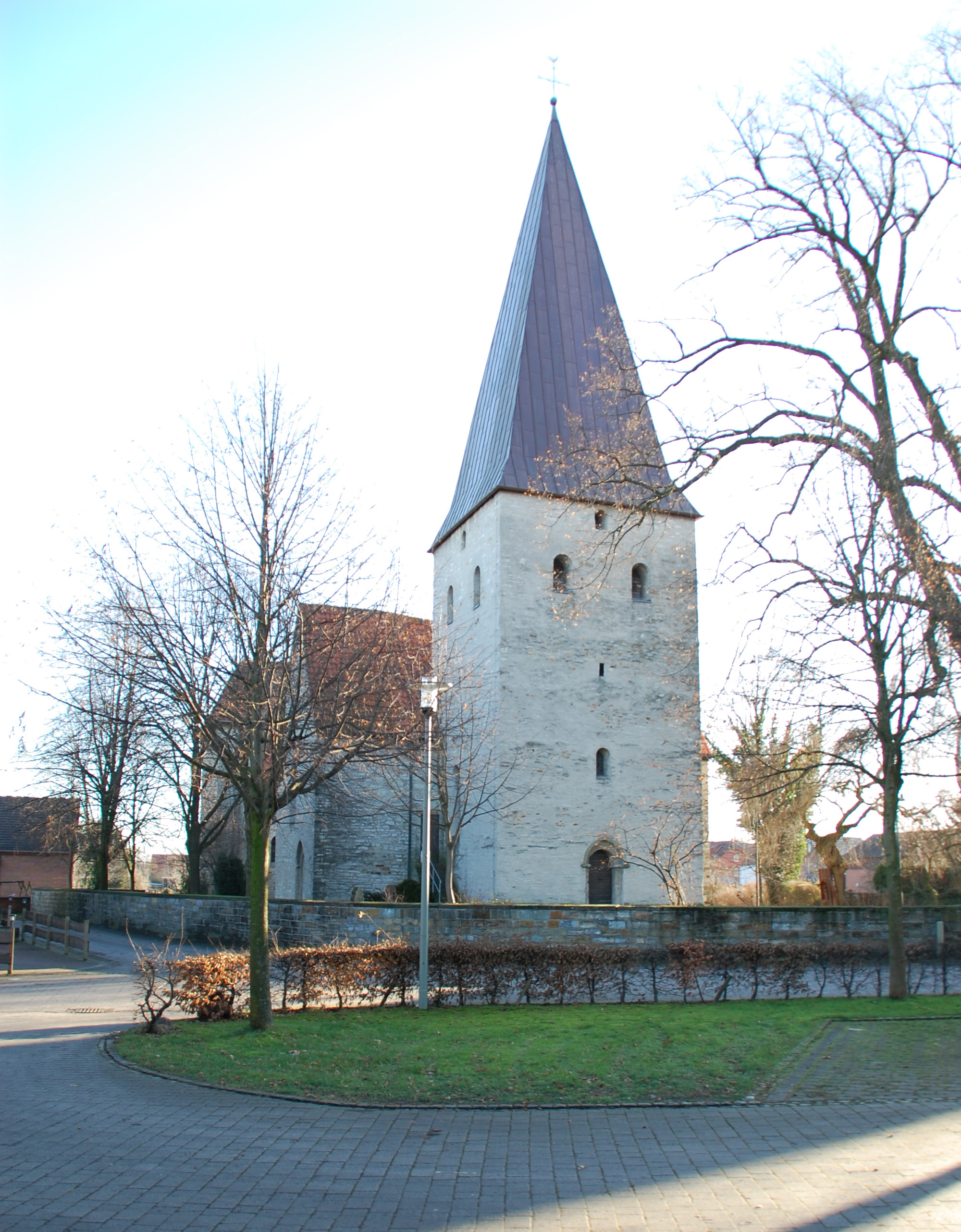
St. Vitus

Die katholische Pfarrkirche St. Vitus ist ein denkmalgeschütztes Kirchengebäude in Mönninghausen, einem Ortsteil von Geseke, im Kreis Soest, in Nordrhein-Westfalen.

## Geschichte und Architektur

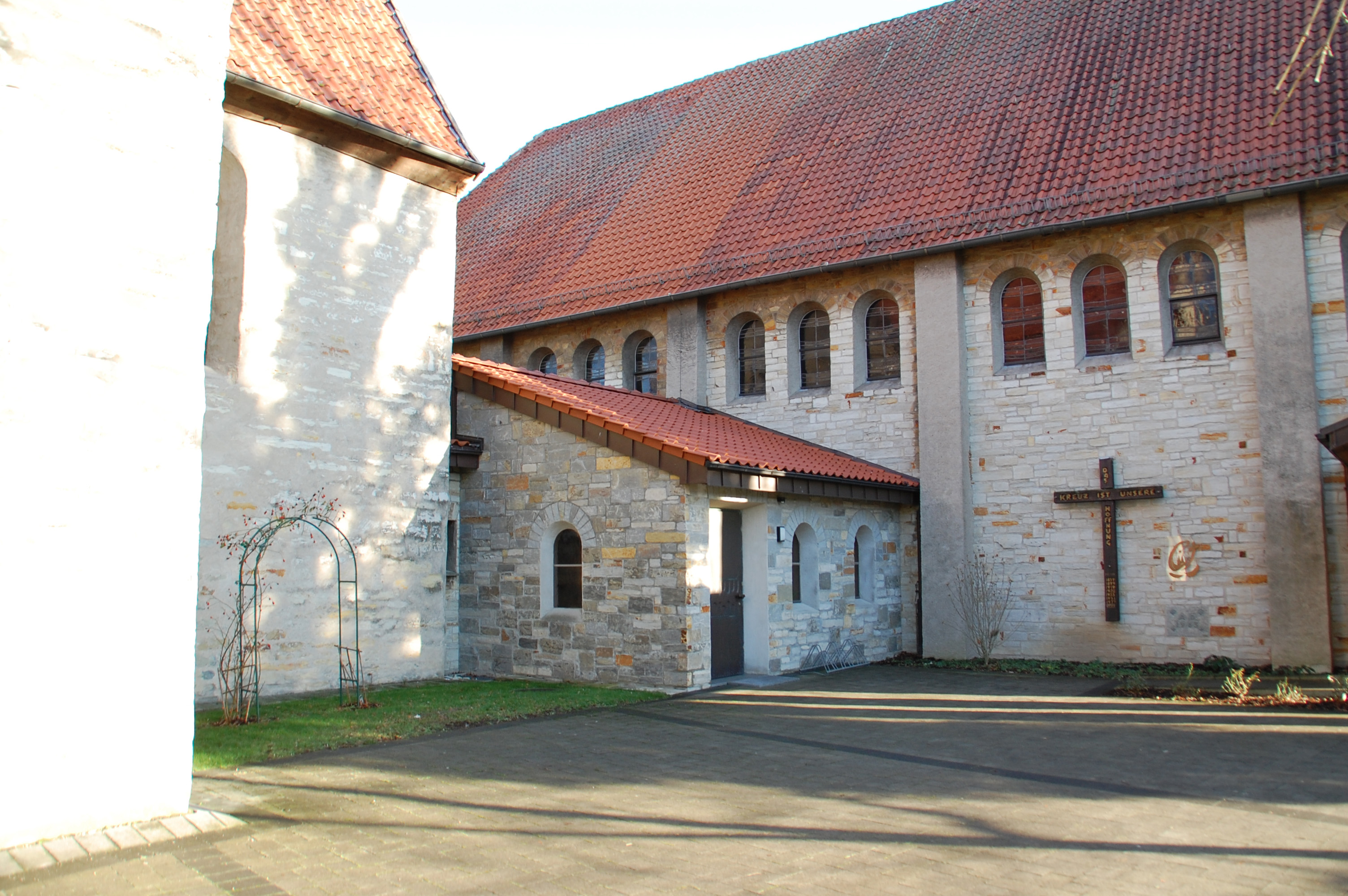
Teilansicht

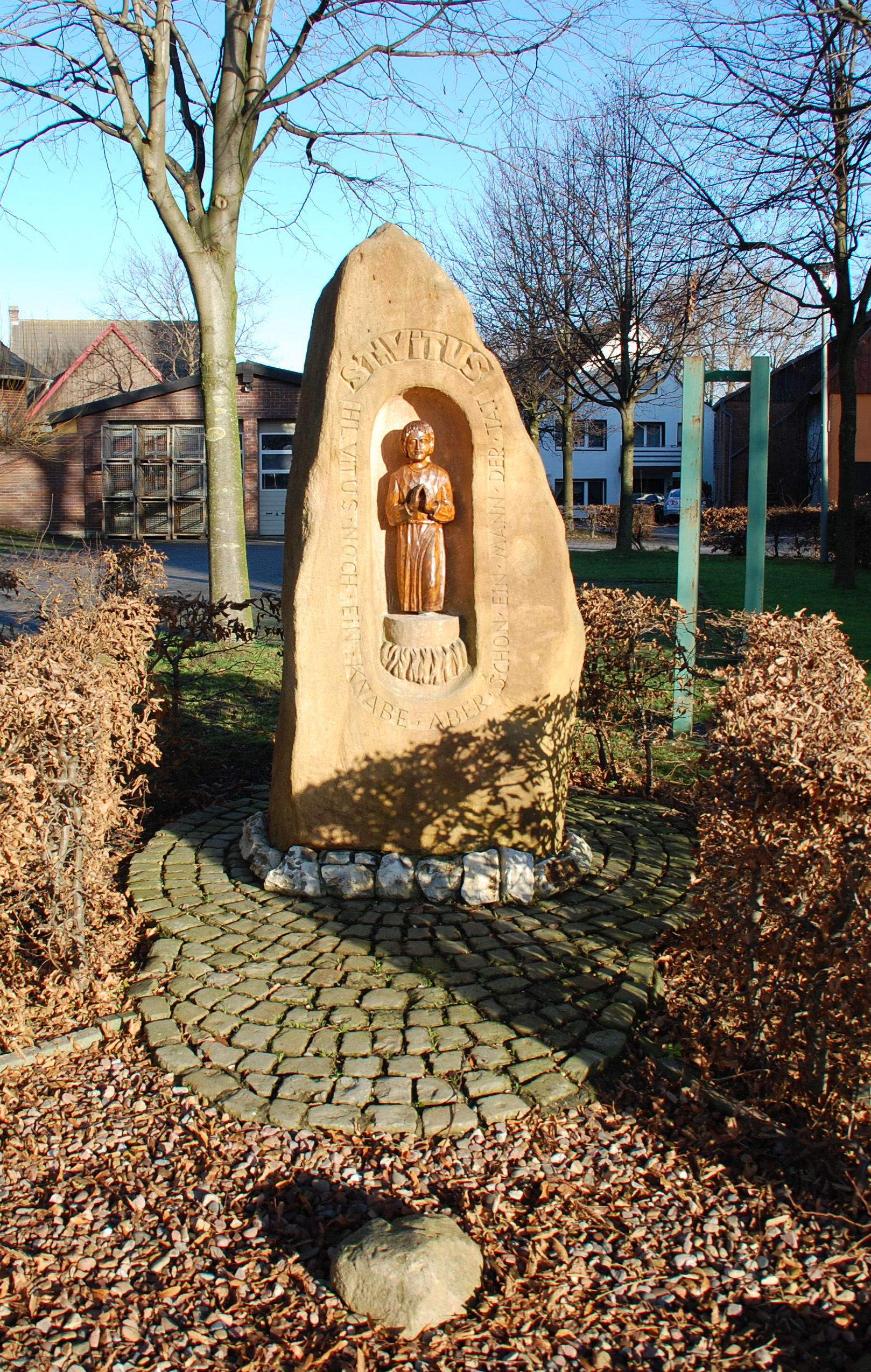
Vitusdenkmal

Der kleine zentralisierende Gewölbebau entstand in der Mitte des 13. Jahrhunderts. Der Grundriss hat die Form eines griechischen Kreuzes. Der untersetzte Vierkantturm bildet den westlichen Kreuzarm. Eckige Wandvorlagen tragen kuppelige Gratgewölbe, die Gurte sind spitzbogig gehalten, die Fenster rundbogig. Der Bau ist schmucklos. In der Ostwand der beiden Kreuzarme sind zwei rechtwinklige Nischen eingelassen. In der Westwand des Nordquerarmes ist eine flache Nische, in der ehemals wohl ein Heiliges Grab untergebracht war.
Von 1962 bis 1964 wurde eine neue Kirche gebaut und durch einen Verbindungstrakt mit der alten Kirche verbunden.

## Ausstattung
- Wand- und Gewölbemalereien aus der ersten Hälfte des 16. Jahrhunderts
- Am Gewölbe des Chores ist ein Jüngstes Gericht zu sehen
- Eine Kanzel vom dritten Viertel des 18. Jahrhunderts
- Ein Taufstein aus Marmor ist bezeichnet mit 1659
- Eine sitzende Madonna mit Kind vom Anfang des 18. Jahrhunderts
- Eine Monstranz aus vergoldetem Silber vom 16. Jahrhundert[1]
- Drei Glocken. Die große Glocke (es′) wurde 1940 von Humpert in Brilon aus Sondermessing gegossen. Die mittlere Glocke (ges′) entstand 1710 durch Bernhard Wilhelm Stule. Die kleine Glocke (ces″) ist eine Gussstahlglocke des Bochumer Vereins von 1960.[2]